# Arcilasisa sobria
Arcilasisa sobria là một loài bướm đêm trong họ Noctuidae.